# Aaptolasma triderma
Aaptolasma triderma är en kräftdjursart som beskrevs av William A. Newman och Arnold Ross 1971. Aaptolasma triderma ingår i släktet Aaptolasma och familjen Bathylasmatidae. Inga underarter finns listade i Catalogue of Life.